# 斑果厚壳桂
斑果厚壳桂（学名：Cryptocarya maculata）为樟科厚壳桂属下的一个种。其种加词“maculata”意为“有斑点的”。